# Rude Boy (Rihanna)
Rude Boy è un singolo della cantante barbadiana Rihanna, pubblicato il 19 febbraio 2010 come quarto estratto dal quarto album in studio Rated R.

## Descrizione
Scritto dalla stessa Rihanna insieme a Ester Dean, Makeba Riddick, Mikkel S. Eriksen, Tor Erik Hermansen, Rob Swire (gli ultimi tre anche produttori del brano), Rude Boy è un up-tempo pop che rileva influenze R&B e dance con elementi raggamuffin. Il testo è esclusivamente a sfondo sessuale in cui non mancano provocazioni e beffe; sulla rivista Q la stessa Rihanna ha dichiarato di come la canzone parli del "piacevole pericolo che corrono le ragazze a cui piacciono i sudati ragazzi delle strade".

## Accoglienza
The Guardian l'ha definito uno dei brani più di spicco dell'album e ha dichiarato che Rude Boy "esplora il lato vocale più seducente di Rihanna eliminando la freddezza e la monotonìa – la canzone è unica fra le opere delle altre dive R&B. Essa [...] si rivolge ad un ragazzo rude mentre nella sua testa fodera l'idea: "Suvvia ragazzaccio, riesci ad alzarlo?". Inoltre ha affermato che Rihanna è capace di «cantare», «ballare» e «sculettare» molto bene. Difatti la rivista ha espresso chiaramente il forte interesse verso le natiche della cantante.

## Video musicale
Il video musicale è stato diretto da Melina Matsoukas, che aveva diretto anche il video del precedente Hard nel gennaio 2010. Rihanna ha descritto il video come un videoclip «completamente diverso da un altro qualsiasi video da me interpretato. Molti dei miei video sono davvero tetri, spirituali e pesanti. Rude Boy è molto più giocoso rispetto alle mie radici. Noi abbiamo usato molti colori, ma anche i costumi hanno uno stile da vera regina della dancehall giamaicana.» Con il consenso dell'etichetta ufficiale della cantante, la Def Jam Recordings, il video è stato visto per la prima volta su Vevo.
Il video parte con Rihanna che inizia a camminare e ad avvicinarsi ad una batteria e successivamente la suona. Nel video la pop star esibisce oltre sette costumi differenti che spaziano da una tuta zebrata ad una minigonna multicolorata e ad un top nero scollato. In un'altra inquadratura, Rihanna, col viso incorniciato dai capelli sciolti, ancheggia e muove le natiche appoggiata ad un megastereo.
In altre inquadrature si vede Rihanna volteggiare e muovere il bacino, mentre verso la terza strofa, si vede Rihanna con un body metallico, dove si avvicina al look vintage all'inizio della sua carriera. Alla fine del video appare Rihanna appoggiata su un pavimento colorato dire l'ultimo verso della canzone.
Il video si è aggiudicato una nomination per il Miglior montaggio durante la cerimonia degli MTV Video Music Awards 2010.
È uno dei video che ha ottenuto la certificazione Vevo.

## Tracce
CD singolo, download digitale
1. Rude Boy – 3:43
2. Rude Boy (versione strumentale) – 3:50

Download digitale – Remixes
1. Rude Boy(Album Version) - 3:43
2. Rude Boy (Chew Fu Bumbaclot Fix Radio Edit) - 4:08
3. Rude Boy (Chew Fu Bumbaclot Fix Extended) - 6:38
4. Rude Boy (Wideboys Stadium Radio Mix) - 3:21
5. Rude Boy (Wideboys Stadium Club Mix) - 6:03
6. Rude Boy (Wideboys Stadium Dub) - 6:02
7. Rude Boy (Low Sunday Radio Edit) - 3:22
8. Rude Boy (Low Sunday Club) - 6:31
9. Rude Boy (Jonathan Peters Club Banger) - 7:07
10. Rude Boy (Jonathan Peters Dub Banger) - 6:49

Download digitale – Remixes (su Masterbeat.com)
1. Rude Boy (Chew Fu Bumbaclot Fix Radio Edit) - 4:08
2. Rude Boy (Low Sunday Radio Edit) - 3:22
3. Rude Boy (Chew Fu Bumbaclot Fix Extended) - 6:38
4. Rude Boy (Jonathan Peters Club Banger) - 7:07
5. Rude Boy (Low Sunday Club Mix) - 6:30
6. Rude Boy (Jonathan Peters Dub Banger) - 6:49

## Classifiche

### Classifiche settimanali
| Classifica (2010) | Posizione massima |
| ----------------- | ----------------- |
| Australia         | 1                 |
| Austria           | 6                 |
| Belgio (Fiandre)  | 3                 |
| Belgio (Vallonia) | 3                 |
| Bulgaria          | 1                 |
| Canada            | 7                 |
| Danimarca         | 3                 |
| Europa            | 2                 |
| Finlandia         | 7                 |
| Francia           | 8                 |
| Germania          | 4                 |
| Irlanda           | 3                 |
| Italia            | 8                 |
| Norvegia          | 3                 |
| Nuova Zelanda     | 3                 |
| Paesi Bassi       | 15                |
| Polonia           | 4                 |
| Regno Unito       | 2                 |
| Repubblica Ceca   | 4                 |
| Slovacchia        | 2                 |
| Spagna            | 10                |
| Stati Uniti       | 1                 |
| Svezia            | 11                |
| Svizzera          | 5                 |
| Ungheria          | 3                 |

### Classifiche di fine anno
| Classifica (2010) | Posizione |
| ----------------- | --------- |
| Austria           | 60        |
| Belgio (Vallonia) | 27        |
| Europa            | 24        |
| Irlanda           | 20        |
| Italia            | 49        |
| Paesi Bassi       | 95        |
| Regno Unito       | 13        |
| Stati Uniti       | 15        |
| Svizzera          | 41        |

## Pubblicazione
| Paese         | Data             | Formato           | Etichetta |
| ------------- | ---------------- | ----------------- | --------- |
| Irlanda       | 19 febbraio 2010 | CD singolo        | Def Jam   |
| Australia     | 19 febbraio 2010 | Download digitale | Def Jam   |
| Austria       | 19 febbraio 2010 | Download digitale | Def Jam   |
| Belgio        | 19 febbraio 2010 | Download digitale | Def Jam   |
| Danimarca     | 19 febbraio 2010 | Download digitale | Def Jam   |
| Finlandia     | 19 febbraio 2010 | Download digitale | Def Jam   |
| Francia       | 19 febbraio 2010 | Download digitale | Def Jam   |
| Irlanda       | 19 febbraio 2010 | Download digitale | Def Jam   |
| Italia        | 19 febbraio 2010 | Download digitale | Def Jam   |
| Nuova Zelanda | 19 febbraio 2010 | Download digitale | Def Jam   |
| Paesi Bassi   | 19 febbraio 2010 | Download digitale | Def Jam   |
| Portogallo    | 19 febbraio 2010 | Download digitale | Def Jam   |
| Svizzera      | 19 febbraio 2010 | Download digitale | Def Jam   |
| Germania      | 5 marzo 2010     | CD                | Def Jam   |
| Francia       | 15 marzo 2010    | CD                | Def Jam   |
| Spagna        | 20 aprile 2010   | Download digitale | Def Jam   |